# Paulina Vinderman
Paulina Vinderman (sinh ngày 9 tháng 5 năm 1944) là một nhà thơ và một nhà dịch giả người Argentina.

## Nghề nghiệp
Paulina Vinderman đã tham gia các lễ hội thơ quốc tế như của Granada (2013) và Medellín. Tác phẩm của bà đã được chọn và đưa vào rất nhiều tuyển tập, và nhiều bài thơ của bà đã được dịch sang tiếng Anh, tiếng Ý và cả tiếng Đức. Bà đã đóng góp cho các ấn phẩm của Buenos Aires và Hispano-America bằng những bài thơ, bài báo và các bài viết đánh giá văn học, trong số đó có La Nación, La Prensa, Clarín, Diario de Poesía và Intramuros. Tác phẩm của bà đã được xuất bản trên tạp chí Femalearia, một tạp chí lý thuyết nữ quyền được xuất bản từ năm 1988 đến năm 2008  Trong số các ấn phẩm của người Mỹ gốc Tây Ban Nha có El Espectador (Colombia), Hora de Poesía (Tây Ban Nha), Babel (journal)  (Venezuela) và Hispamérica (Hoa Kỳ). Bà đã tham gia vào chu trình hội thảo "La Pluma y la Palabra", được tổ chức bởi Hội Nhà văn Argentina, với chủ đề thơ (7 tháng 7 năm 2006).
Vinderman đã dịch các tác phẩm của các tác giả như John Oliver Simon, Emily Dickinson, Michael Ondaatje, Sylvia Plath và James Merrill sang tiếng Tây Ban Nha.
Bà tốt nghiệp chuyên ngành Hóa sinh tại Đại học Buenos Aires, một lĩnh vực mà bà đã nghiên cứu trong một số năm.

## Ấn phẩm được chọn
- La mirada de los héroes (ấn bản thứ 1). Ediciones Botella al Mar S.R.L. 1982. ISBN 978-950-513-002-3.
- La balada de Cordelia (ấn bản thứ 1). Fundación Argentina para la Poesía. 1984. ISBN 978-950-9161-12-2.
- Rojo junio (ấn bản thứ 1). Literatura Americana Reunida - L.A.R. Ediciones. 1988. ISBN 978-950-99206-0-6.
- Escalera de incendio (ấn bản thứ 1). Último Reino. 1994. ISBN 978-950-804-025-1.   [9]
- Bulgaria (ấn bản thứ 1). Libros de Alejandría. 1998. ISBN 978-987-99653-7-5.
- Cónsul honoraria, antología personal (ấn bản thứ 1). Vinciguerra. 2003. ISBN 978-950-843-514-9.
- El muelle (ấn bản thứ 1). Alción Editora. 2003. ISBN 978-987-1359-55-4.   [10]
- Hospital de veteranos (ấn bản thứ 1). Alción Editora. 2006. ISBN 978-987-1359-42-4.   [11]
- El vino del atardecer (ấn bản thứ 1). El Suri Porfiado Ediciones. 2008. ISBN 978-987-23987-9-8.
- Bote negro (ấn bản thứ 1). Alción Editora. 2010. ISBN 978-987-646-138-2.   [12]
- La epigrafista (ấn bản thứ 1). Hilos Editora. 2012. ISBN 978-987-25844-9-8.   [13]
- Rojo junio y otros poemas (ấn bản thứ 1). Ruinas Circulares. 2013. ISBN 978-987-1610-97-6.
- Ciruelo (ấn bản thứ 1). Alción Editora. 2014. ISBN 978-987-646-432-1.
- Cuaderno de dibujo (ấn bản thứ 1). Alción Editora. 2016. ISBN 978-987-646-639-4.

## Giải thưởng
- Giải thưởng thành phố thứ hai và thứ ba của Buenos Aires (lần lượt là 1998-99 và 1988-89)
- Giải thưởng quốc gia của Bộ trưởng Văn hóa (1993-96) [8]
- Giải thưởng Chữ vàng năm 2002 của Quỹ Honorarte
- Giải thưởng thành phố đầu tiên của Buenos Aires (2002-2003)
- Giải thưởng văn học của Viện hàn lâm Argentina de Letras, thể loại thơ, 2004-2006 [14]
- 2002 và 2005 Giải thưởng Fondo Nacional de las Artes [15]
- Giải thưởng Anillo del Arte năm 2006 dành cho phụ nữ đáng chú ý
- Giải thưởng Citta 'di Cremona năm 2006
- Giải thưởng thơ thành phố năm 2007 [16]